# 납서대류

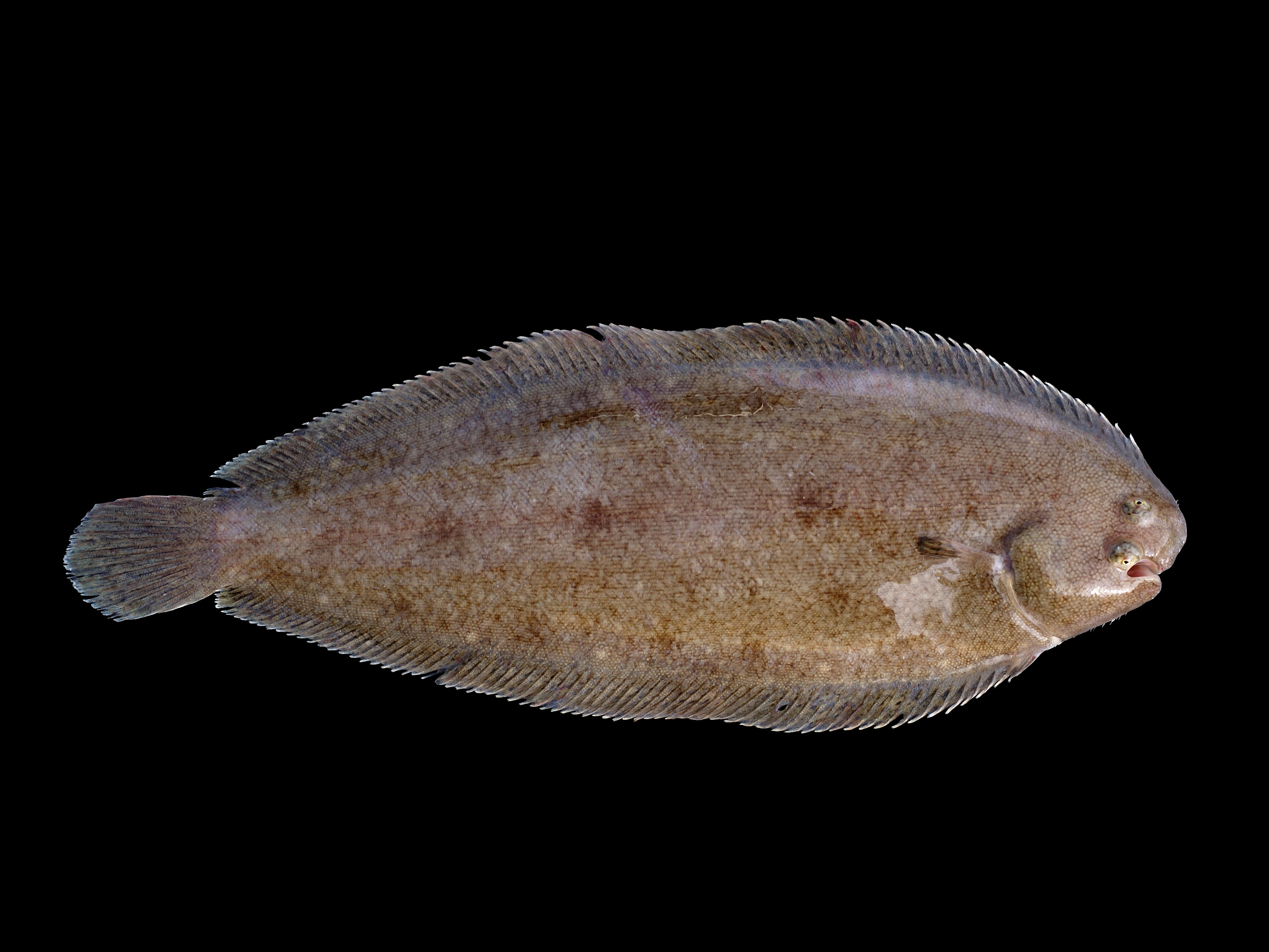
박대

납서대류(Sole)는 여러 과에 속하는 어류이다. 일반적으로 납서대과(Soleidae)에 속하지만, 유럽 외 지역에서는 가자미라는 이름이 다른 여러 유사한 가자미, 특히 가자미아목(Soleoidei)의 다른 종들과 가자미과에 속하는 종들에게도 사용된다. 유럽 요리에서는 진정한 납서대류로 간주될 수 있는 종이 여러 종 있지만, 흔히 박대(Solea solea)라고 불리는 납서대류가 가장 가치가 있고 널리 구할 수 있다.